# Alano Maria Pena
Alano Maria Pena OP (* 7. Oktober 1935 in Rio de Janeiro) ist ein brasilianischer Ordensgeistlicher und römisch-katholischer Alterzbischof von Niterói.

## Leben
Alano Maria Pena trat der Ordensgemeinschaft der Dominikaner bei, legte am 8. März 1956 die Profess ab und empfing am 28. Oktober 1961 die Priesterweihe.
Papst Paul VI. ernannte ihn am 7. April 1975 zum Weihbischof in Belém do Pará und Titularbischof von Vardimissa. Der Erzbischof von Belém do Pará, Alberto Gaudêncio Ramos, spendete ihm am 14. Juli desselben Jahres die Bischofsweihe; Mitkonsekratoren waren Alain du Noday OP, Bischof von Porto Nacional, und Estêvão Cardoso de Avellar OP, Koadjutorprälat von Marabá.
Am 14. Juli 1976 wurde er zum Koadjutorprälat von Marabá ernannt. Mit dem Rücktritt Luís António Palha Teixeiras OP am 10. November desselben Jahres folgte er diesem als Prälat von Marabá nach. Am 26. Mai 1978 verzichtete er im Zuge der neuen Vergaberichtlinien der römischen Kurie auf seinen Titularbischofssitz. Papst Johannes Paul II. erhob am 4. Dezember 1979 die Territorialprälatur zum Bistum und somit wurde er der erste Bischof von Marabá.
Am 11. Juli 1985 wurde er zum Bischof von Itapeva ernannt. Am 24. November 1993 wurde er zum Bischof von Nova Friburgo ernannt und am 23. Januar des nächsten Jahres in das Amt eingeführt. Am 24. September 2003 wurde er zum Erzbischof von Niterói ernannt und am 23. November desselben Jahres in das Amt eingeführt.
Am 30. November 2011 nahm Papst Benedikt XVI. das von Alano Maria Pena aus Altersgründen vorgebrachte Rücktrittsgesuch an.